# Staatsexamen
Ein Staatsexamen (Plural Staatsexamina; von lateinisch examen ‚Verhör‘ oder ‚Untersuchung‘; kurz Stex oder StEx; auch Staatsprüfung) ist eine von einer staatlichen Behörde (Prüfungsamt) abgenommene Prüfung. Die Brockhaus Enzyklopädie definiert das Staatsexamen als eine „von staatlichen Prüfungsausschüssen abgenommene Prüfung für den Eintritt in einen staatlichen oder staatlich überwachten Beruf“. Diese bildet in der Regel den Abschluss von Studiengängen an einer deutschen Hochschule oder einer anderen, unter staatlicher Aufsicht stehenden, Institution.
In Deutschland schließen Studiengänge in Humanmedizin, Zahnmedizin, Tiermedizin, Pharmazie, Lebensmittelchemie und Rechtswissenschaft sowie Weiterbildungsstudiengänge im Bereich Psychologische Psychotherapie und Kinder- und Jugendlichenpsychotherapie mit einem Staatsexamen ab. In manchen Bundesländern (Bayern, Hessen, Mecklenburg-Vorpommern und Sachsen) endet das Lehramtsstudium mit zwei Staatsexamina, in anderen Bundesländern kann eine Bachelor- und Masterprüfung das erste Staatsexamen ersetzen, und es wird nur noch das zweite Staatsexamen am Ende des Referendariats absolviert.

## Begriff
Das deutsche Staatsexamen eröffnet den Zugang zu bestimmten, vom deutschen Staat regulierten Berufen. Der Begriff wird in Deutschland etwa für eine entsprechende Abschlussprüfung nach einem Studium an einer Universität oder Pädagogischen Hochschule verwendet. Er findet jedoch auch bei nichtakademischen Berufen Verwendung, zum Beispiel im Gesundheitswesen mit den Abschlüssen als Gesundheits- und Krankenpfleger bzw. Altenpfleger, in der Technik mit dem Abschluss zum Staatlich geprüften Techniker oder auch in der Wirtschaft mit dem Abschluss zum Staatlich geprüften Betriebswirt oder in der Gestaltung zum Staatlich geprüften Gestalter.
Der Grund für die besondere staatliche Kontrolle ist das öffentliche Interesse an der Einhaltung bestimmter Qualitätsstandards bei den betroffenen Ausbildungsgängen. Verkürzt ausgedrückt, könnte man das Staatsexamen als Qualitätskontrolle des Abnehmers Staat bezeichnen, der in der Regel nicht selbst unmittelbar als Ausbildungsinstitution auftritt.
In Deutschland sind die Studienrichtungen mit den Bezeichnungen „Staatsprüfung“ unterschiedlich strukturiert: So bildet etwa die „Erste Staatsprüfung“ (teilweise auch „Wissenschaftliche Staatsprüfung“) in vier Bundesländern weiterhin den Abschluss des Lehramtsstudiums an einer Universität oder gleichgestellten wissenschaftlichen Hochschule. Die „Zweite Staatsprüfung“ findet dann nach Abschluss einer anschließenden schulpraktischen Ausbildung an einer anderen Institution, etwa einem Studienseminar, statt. Beim Medizinstudium, beim Studium der Zahnmedizin, der Tiermedizin, der Rechtswissenschaft, der Lebensmittelchemie und der Pharmazie ist der Begriff „Staatsexamen“ oder „Staatsprüfung“ nicht in den Studien- und Prüfungsordnungen verankert, wird jedoch auch hier gern im Campusjargon verwendet und teilweise sogar auf Teil-, Vor- und Zwischenprüfungen ausgeweitet. So wird im Bereich der Rechtswissenschaft beim ersten Staatsexamen teilweise von einer ersten Prüfung gesprochen.
Bisweilen schließt sich nach dem Abschluss der theoretischen Studien noch eine praktische Ausbildung oder ein Vorbereitungsdienst an, der mit einer weiteren Staatsprüfung an einer anderen Institution, etwa einem Studienseminar, enden kann. Einige Hochschulen verleihen ihren Absolventen mit Bestehen der Ersten Staatsprüfung auf Antrag auch einen akademischen Grad. Teilweise werden dafür zusätzliche Leistungsnachweise oder ergänzende Prüfungselemente gefordert. Ein qualifizierter Abschluss der Ersten Staatsprüfung (etwa mit der Note „gut“ oder besser) berechtigt in der Regel zur Promotion.
Mit Ausnahme der Lehrberufe gibt die Erste Staatsprüfung dem erfolgreichen Absolventen in der Regel nicht das Recht, eine gesetzlich geschützte Berufsbezeichnung zu führen. Auch erhält er keinen führbaren Qualifikationsgrad nach Art der akademischen Grade.
Das theologische Examen am Ende des Theologiestudiums folgt strukturell dem Modell der Staatsprüfungen der Lehrer (erstes theologisches Examen am Ende des Studiums, zweites theologisches Examen am Ende des Vikariats). Allerdings handelt es sich im wörtlichen Sinne nicht um ein „Staatsexamen“, da nicht Vertreter des Staates, sondern abgeordnete Prüfer der jeweiligen Landeskirche das Examen abnehmen.

## Rechts- und Verwaltungswissenschaft
Die Juristenausbildung in Deutschland besteht aus einer universitären und einer postuniversitären Ausbildungsphase. Erstere schließt mit der ersten Prüfung ab. Diese enthält nach § 5 Abs. 1 Hs. 2 DRiG seit dem 1. Juli 2003 neben einem staatlichen Teil einen universitären Teil und stellt daher korrekterweise kein reines Staatsexamen mehr dar. In der dabei zu bildenden Gesamtnote fließt gem. § 5d Abs. 2 Satz 4 Hs. 1 DRiG die universitäre Schwerpunktbereichsprüfung mit 30 % und die staatliche Pflichtfachprüfung mit 70 % ein. Genau genommen kann nur die staatliche Pflichtfachprüfung als Staatsexamen bezeichnet werden, da nur diese Prüfung von den Justizprüfungsämtern der Länder gestellt und bewertet wird. Die Schwerpunktbereichsprüfung wird an den jeweiligen Universitäten abgeleistet. Die Ausgestaltung ist Sache der Länder, die jeweils Juristenausbildungs- und -prüfungsgesetze und dazugehörige Verordnungen geschaffen haben. Im Gegensatz zur ersten Prüfung beinhaltet die zweite Staatsprüfung (Assessorprüfung) somit keinen universitären Teil.
Ab einer Bewertung mit „vollbefriedigend“, in Bayern, Baden-Württemberg und Sachsen schon mit „befriedigend“, gelten die Erste oder Zweite juristische Prüfung als Prädikatsexamen. Ein Prädikatsexamen mit mindestens „vollbefriedigend“ wird vom öffentlichen Dienst oftmals als Einstellungsvoraussetzung und von den Universitäten als Qualifikation für eine nachfolgende Promotion verlangt.
Das Jurastudium absolvieren mehr Frauen als Männer. In 2023 betrug in NRW die Durchfallquote der Frauen beim Jurastaatsexamen  34,23 %, bei Männern nur 22,32 %; ein Prädikatsexamen erreichten 26,74 % Männer, aber nur 16,05 % der Frauen.
Auch bei der akademischen Verwaltungsausbildung (Diplom-Verwaltungswirt (FH) bzw. Diplom-Finanzwirt (FH)) sind die Zwischen- und Abschlussprüfungen vor der staatlichen Prüfungsbehörde (Prüfungsamt) der jeweiligen Länder zu absolvieren. Sie sind damit Staatsexamina, welche sodann den Zugang zum entsprechenden Berufsbild eröffnen.

## Lebensmittelchemie
Die Prüfungsordnungen unterscheiden sich von Land zu Land, da das Recht der Lebensmittelchemiker Landesrecht ist. Jedoch haben sich die zuständigen Landesminister 1994 auf einen einheitlichen Rahmen geeinigt.
Nachfolgend ist die Situation in Baden-Württemberg dargestellt. Die Abweichungen zu anderen Ländern sind aber nur gering:
Das Staatsexamen (in einigen Ländern auch als Staatsprüfung bezeichnet) besteht aus drei Teilen:
- Erster Prüfungsabschnitt nach vier Semestern (Grundstudium)
- Zweiter Prüfungsabschnitt nach weiteren vier Semestern (Hauptstudium)
- Dritter Prüfungsabschnitt nach einer praktischen Ausbildung bei einem Lebensmitteluntersuchungsamt von einem Jahr Dauer

Ferner ist eine wissenschaftliche Abschlussarbeit, die innerhalb einer Frist von sechs Monaten erstellt werden muss, vorzulegen.
Erster Prüfungsabschnitt
Es werden folgende Fächer geprüft:
- Anorganische und Analytische Chemie
- Organische Chemie
- Physikalische Chemie
- Physik
- Biologie

Die Prüfung wird von Hochschullehrern abgenommen.
Der Prüfung sind ein Vordiplom im Studiengang Diplom-Chemie mit ergänzender Biologie-Prüfung oder ein Zeugnis über den Zweiten Prüfungsabschnitt im Studiengang Pharmazie gleichgestellt.
Zweiter Prüfungsabschnitt
Es werden folgende Fächer geprüft:
- Chemie und Analytik der Lebensmittel, der Tabakerzeugnisse, der kosmetischen Mittel, sonstiger Bedarfsgegenstände und des Wassers
- Technologie der Lebensmittel, der Tabakerzeugnisse, der kosmetischen Mittel, sonstiger Bedarfsgegenstände und des Wassers
- Angewandte Biochemie und Ernährungslehre
- Mikrobiologie und Lebensmittelhygiene
- Toxikologie und Umweltanalytik

Die Prüfung wird ebenfalls von Hochschullehrern abgenommen.
Dritter Prüfungsabschnitt
Die Prüfung besteht aus drei Teilen:
- eine praktische Prüfung (experimentelle Untersuchung und Begutachtung)
- drei Aufsichtsarbeiten (Sachverständigengutachten, zu erstellen anhand vorgegebener Analysendaten)
- mündliche Prüfung (Lebensmittel- und Bedarfsgegenständerecht; Organisation und Funktion der Lebensmittel- und Bedarfsgegenständeüberwachung; Qualitätssicherung in Laboratorien und Betrieben)

Die Prüfung wird von einem Prüfungsausschuss an den Staatlichen Lebensmittelüberwachungsämtern abgenommen.
Abschlussarbeit
Nach dem zweiten oder dritten Prüfungsabschnitt ist innerhalb einer Frist von sechs Monaten eine Abschlussarbeit vorzulegen. Die Arbeit kann an einer Universität oder an einer anderen geeigneten Einrichtung erstellt werden. Die Arbeit wird von zwei Prüfern bewertet, von denen mindestens einer Professor sein muss.

## Lehramt
Die Ausbildung zum Lehrer an einer Grund-, Haupt-, Förder- (ehem. Sonder-), Real- oder Höheren Schule (Gymnasium) umfasst zwei Phasen: das Lehramtsstudium als erste Phase mit zwei Schulfächern und einem erziehungswissenschaftlichen Teil, u. a. mit Pädagogik und pädagogischer Psychologie, an einer Universität oder gleichgestellten wissenschaftlichen Hochschule. Der Abschluss ist die „Erste Staatsprüfung“ (zunehmend ersetzt durch den Abschluss Master of Education). Die Qualifizierung in einem Drittfach (Erweiterungsfach, siehe Ergänzungsfach), das im Examen zusätzlich geprüft wird, ist möglich im Rahmen einer Erweiterungsprüfung. Das ein- bis zweijährige Referendariat oder der Vorbereitungsdienst bildet die zweite Phase, abgeschlossen mit der „Zweiten Staatsprüfung“. Beide setzen sich aus den in der jeweiligen Prüfungsphase erlangten Noten zusammen, insbesondere den beiden Fachnoten und einer Hausarbeitsnote, teilweise weiteren erziehungswissenschaftlichen Noten, beim Zweiten Examen außerdem aus mindestens einer allgemeinen Beurteilung des Referendars durch die Ausbilder. Der Prüfungsablauf des Staatsexamens, auch als Staatsprüfung bezeichnet, ist in den Verordnungen für die Lehramtsstudiengänge geregelt.

### Erstes Staatsexamen
Zum Ablauf der ersten Phase der Lehrerbildung siehe Lehramtsstudium.
Das Erste Staatsexamen schließt das Hochschulstudium ab. In sie fließen die Ergebnisse aller Vorprüfungen ein. In der Regel bestehen sie aus „Arbeiten unter Aufsicht“ (Klausuren) und mündlichen Prüfungen in den Fachdisziplinen und in Erziehungswissenschaft. Hinzu kommt eine Staatsexamensarbeit, die in manchen Prüfungsordnungen auch als „Zulassungsarbeit“ oder „Abschlussarbeit“ bezeichnet wird. Diese Hausarbeit entspricht in den Anforderungen etwa einer Magisterarbeit.
Soweit es sich um den Abschluss von Studien nach einem mindestens achtsemestrigen Studium handelt, können diese Prüfungsleistungen auf Antrag ganz oder teilweise als Prüfungsleistungen für einen Magister- oder Masterabschluss anerkannt werden.
Eine Sonderrolle nimmt der Studiengang der Wirtschaftspädagogik ein. Das dort erlangte Diplom des Handelslehrers ist mit dem Ersten Staatsexamen gleichzusetzen, wird auch als dieses anerkannt und berechtigt somit, eine Laufbahn im Höheren Dienst einzuschlagen.

### Zweites Staatsexamen
Zum Ablauf des Vorbereitungsdienstes siehe Lehramtsreferendariat.
Für die Lehrämter aller Schulformen ist je nach Land ein 12- bis 24-monatiger Vorbereitungsdienst vorgesehen. Der Referendar/Anwärter tritt in ein Beamtenverhältnis auf Widerruf ein oder wird als Angestellter mit einem Ausbildungsvertrag eingestellt.
Das Zweite Staatsexamen soll sich auf die im Vorbereitungsdienst erworbene Unterrichts-, Erziehungs-, Beratungs- und Reflexionskompetenz beziehen und enthält entsprechend verstärkt praktische Elemente. Es besteht aus der zweiten Staatsexamensarbeit sowie Prüfungsunterricht mit anschließender mündlicher Prüfung. Die Ausbildung erfolgt z. B. an einem Studienseminar. Die Einzelheiten sind landesspezifisch und den entsprechenden Rechtsverordnungen der Länder zu entnehmen.
Hochschulabsolventen mit erstem Staatsexamen können sich in einem mehrjährigen Doktoratsstudium wissenschaftlich weiterqualifizieren und über eine Dissertation zum Doktor, beispielsweise der Philosophie oder der Pädagogik promoviert werden.

## Medizin
Die Bezeichnung „Staatsexamen“ ist in der Studienordnung/Approbationsordnung des Medizinstudiums von 2012 nicht vorgesehen. Diese spricht lediglich von einem „Ersten, Zweiten und Dritten Abschnitt der Ärztlichen Prüfung“ (Art. 4, § 13 Abs. 1 bzw. § 20 Abs. 1, Änderung der Approbationsordnung zum 1. Januar 2014). Auch das ausgestellte Enddokument enthält das Wort „Staatsexamen“ nicht, sondern heißt „Zeugnis über die Ärztliche Prüfung“ (Anhang zu Art. 4 Nr. 28, BGBl. I S. 2432).
Dennoch findet der Begriff „Staatsexamen“ in Anlehnung an vergleichbare Studiengänge im Campusjargon der Studierenden auch für das Medizinstudium verbreitet Anwendung. Er wird hier im Unterschied sogar nicht nur für die Abschlussprüfung der Ausbildung benutzt, sondern auch noch auf die einzelnen Teilprüfungen ausgeweitet, erfährt also eine extensive Auslegung.

### Erster Abschnitt der Ärztlichen Prüfung
Das Physikum ist die umgangssprachliche Bezeichnung für den Ersten Abschnitt der Ärztlichen Prüfung und stellt die erste umfassende Prüfung im Rahmen des Medizinstudiums dar. Die Prüfung findet frühestens nach zwei Jahren Regelstudienzeit (1.–4. Semester) statt und umfasst einen zweitägigen schriftlichen Teil sowie zusätzlich einen eintägigen mündlich-praktischen Teil.
Geprüft werden folgende Fächer:
- Physik für Mediziner
- Biologie für Mediziner
- Chemie für Mediziner
- Biochemie und Molekularbiologie
- Physiologie
- Makroskopische Anatomie
- Mikroskopische Anatomie (Histologie)
- Grundlagen der Medizinischen Psychologie und der Medizinischen Soziologie

### Zweiter Abschnitt der Ärztlichen Prüfung
Frühestens nach drei weiteren Jahren Studienzeit (5.–10. Semester) kann der Zweite Abschnitt der Ärztlichen Prüfung abgelegt werden. Dabei müssen an drei aufeinanderfolgenden Tagen über jeweils fünf Stunden insgesamt 320 Fragen beantwortet werden. Es werden alle klinischen Fächer der Medizin schriftlich geprüft. Dieser Zweite Abschnitt der Ärztlichen Prüfung wird informell als Hammerexamen bezeichnet.

### Dritter Abschnitt der Ärztlichen Prüfung
Nach Abschluss des Praktischen Jahrs (11.–12. Semester) kann der Dritte Abschnitt der Ärztlichen Prüfung abgelegt werden. Dabei wird an zwei aufeinanderfolgenden Tagen mündlich-praktisch geprüft. Diese Prüfung findet meist in Gruppen von bis zu vier Studierenden über eine Mindestdauer von jeweils 45 bis 60 Minuten pro Prüfling und pro Tag statt.
Geprüft werden folgende Fächer:
- Innere Medizin
- Chirurgie
- Ein gewähltes Wahlfach
- Ein weiteres zugelostes Fach

Der dritte Prüfungsabschnitt stellt den Abschluss des Medizinstudiums dar. Nach dessen Bestehen erhalten die Absolventen auf Antrag die Approbation. Erst damit sind sie zur Berufsausübung als Arzt und zum Führen dieser Berufsbezeichnung berechtigt. Darüber hinaus berechtigt der bestandene dritte Prüfungsabschnitt zur Promotion mit Erlangung des Doktorgrades der Medizin (Dr. med.).

## Tiermedizin
Die aktuelle Verordnung zur Approbation von Tierärztinnen und Tierärzten (TAppV) unterscheidet zwischen einer „Tierärztlichen Vorprüfung“ (§§19 und 22) und einer „Tierärztlichen Prüfung“ (TAppV § 5 Abs. 1, § 6, § 16 und § 29). Die „Tierärztliche Vorprüfung“ unterteilt sich nach § 19 in einen „Naturwissenschaftlichen Abschnitt“ (Vorphysikum) und einen „Anatomisch-physiologischen Abschnitt“ (Physikum) nach § 22. Die „Tierärztliche Prüfung“ ist in § 29 näher geregelt. Der § 30 führt die einzelnen Fächer der „Abschlussprüfungen“ auf. Diese umfassen folgende Fächer:
1. Tierhaltung und Tierhygiene,
2. Tierschutz und Ethologie,
3. Tierernährung,
4. Klinische Propädeutik,
5. Virologie,
6. Bakteriologie und Mykologie,
7. Parasitologie,
8. Tierseuchenbekämpfung und Infektionsepidemiologie,
9. Pharmakologie und Toxikologie,
10. Arznei- und Betäubungsmittelrecht,
11. Geflügelkrankheiten,
12. Radiologie,
13. Allgemeine Pathologie und Spezielle pathologische Anatomie und Histologie,
14. Lebensmittelkunde einschließlich Lebensmittelhygiene,
15. Fleischhygiene,
16. Reproduktionsmedizin,
17. Innere Medizin,
18. Chirurgie und Anästhesiologie und
19. Gerichtliche Veterinärmedizin, Berufs- und Standesrecht.

Diese Prüfungen werden entsprechend der Studien- und Prüfungsordnung der jeweiligen Hochschule in mehreren Blöcken absolviert. Die TAppV legt in § 30 lediglich einige Fächer fest, die nicht vor Ende des achten Fachsemesters geprüft werden dürfen. Nach Abschluss aller Teilprüfungen wird dem erfolgreichen Absolventen der veterinärmedizinischen Ausbildung ein „Zeugnis über das Ergebnis der Tierärztlichen Prüfung und das Gesamtergebnis der Tierärztlichen Prüfung“ (Anlage 5 zu § 16 Abs. 1) ausgestellt. Er kann damit die Approbation beantragen und ist danach zur Berufsausübung als Tierarzt und zum Führen dieser Berufsbezeichnung berechtigt.

## Zahnmedizin
Die Approbationsordnung für Zahnärzte kennt das Wort „Staatsexamen“ nicht. Sie spricht stattdessen von einem aus drei Teilen bestehenden Studium, von zwei „Vorprüfungen“ und einer „Abschlussprüfung“ im Laufe der wissenschaftlichen Ausbildung.
Sie benutzt jedoch die Bezeichnung „staatliche Prüfungen“ (§ 2) und „staatliche Prüfungskommission“ (§ 4). Studienaufbau, Länge des Studiums und Funktion der Abschlussprüfung legen eine graduelle Verwandtschaft mit der „Ersten Staatsprüfung“ der Lehrer nahe.

### Naturwissenschaftliche Vorprüfung
Frühestens nach dem zweiten Semester kann die Naturwissenschaftliche Vorprüfung, umgangssprachlich auch „Vorphysikum“ genannt, mit drei mündlichen Prüfungen in den Fächern Chemie, Physik und Biologie/Zoologie absolviert werden.

### Zahnärztliche Vorprüfung
Nach dem fünften Semester ist die Zahnärztliche Vorprüfung, auch „Physikum“ genannt, abzulegen. Es werden vier mündlichen Prüfungen in den Fächern Anatomie/Histologie/Embryologie, Biochemie, Physiologie und in Zahnersatzkunde/Werkstoffkunde abgehalten. Diese Fächer werden separat mündlich geprüft, Zahnersatzkunde ist zudem mit einer mehrere Tage dauernden praktischen Prüfung verbunden. Das Physikum beendet den vorklinischen Bereich des Zahnmedizinstudiums und berechtigt den Zahnmedizinstudenten, sein Studium in der Zahnklinik einer Universitätsklinik fortzusetzen.

### Zahnärztliche Prüfung
Nach dem zehnten Semester in der Regelstudienzeit erfolgt als Abschlussprüfung die „Zahnärztliche Prüfung“, (ugs. auch „das Staatsexamen“) mit mündlichen Prüfungen in folgenden Fächern:
- Zahnerhaltungskunde einschließlich Kinderzahnheilkunde, Parodontologie, Kariologie
- Zahnersatzkunde (festsitzender und herausnehmbarer Zahnersatz, Implantatprothetik, Werkstoffkunde und Anatomie)
- allgemeine Chirurgie
- zahnärztliche Chirurgie
- Mund-, Kiefer- und Gesichtschirurgie
- Zahn-, Mund- und Kieferkrankheiten
- Radiologie
- Kieferorthopädie
- Hals-, Nasen- und Ohrenerkrankungen (HNO)
- Dermatologie
- Innere Medizin
- Hygiene und Mikrobiologie
- Pharmakologie
- Pathologie

Auch folgen schriftliche sowie praktische Prüfungen in folgenden Fächern:
- Die praktische Prüfung in der Zahnersatzkunde erstreckt sich über zehn Tage. Es muss sowohl festsitzender als auch herausnehmbarer Zahnersatz am Patienten eingegliedert werden. Der Prüfungsumfang differiert zwischen den einzelnen Universitäten, weil an manchen auch die zahntechnischen Arbeiten von den Prüflingen selbst ausgeführt werden müssen.
- Im Fach Zahnerhaltung dauert die Prüfung fünf Tage. Es müssen eine Wurzelkanalbehandlung durchgeführt, eine Teilkrone eingegliedert und mehrere Seiten- und Frontzahnfüllungen gelegt werden.
- Im Fach Chirurgie ist eine mündlich-praktische Prüfung vorgesehen, in der Patienten untersucht und deren Anamnese erhoben werden muss. Es schließen sich die Diagnose und deren Begründung, Therapievorschläge und gegebenenfalls deren Ausführung (z. B. Zahnextraktion oder ein anderer kleiner chirurgischer Eingriff) an. Außerdem wird zu diesem Patienten schriftlich eine Krankengeschichte erstellt.
- Die Prüfung in der Kieferorthopädie soll sich über vier Tage erstrecken. Neben der Fertigung einer Regulierungsapparatur muss ein schriftlicher Bericht über einen Krankheitsfall erstellt werden. In einer mündlichen Prüfung müssen Kenntnisse der Entstehung von Kieferanomalitäten nachgewiesen werden sowie deren Beurteilung und Behandlung.

Das Zahnmedizinstudium endet mit der „Abschlussprüfung“. Danach erhält der Zahnmediziner auf Antrag die Approbation. Des Weiteren berechtigt die erfolgreich bestandene Abschlussprüfung zur Promotion zum Doktor der Zahnheilkunde (Dr. med. dent.).

## Pharmazie
Die Approbationsordnung für Apotheker (AAppO) sieht eine „Pharmazeutische Prüfung“ vor, die in drei Teilabschnitten abzulegen ist. Entsprechend Anlage 10 stellt sie dazu nach erfolgreichem Abschluss jeweils ein „Zeugnis über den Ersten bzw. Zweiten bzw. Dritten Abschnitt der Pharmazeutischen Prüfung“ aus. Der Erste Abschnitt der Pharmazeutischen Prüfung besteht gemäß der Approbationsordnung für Apotheker aus einer schriftlichen, die beiden anderen Teile aus mündlichen Prüfungen.
Erster Abschnitt der Pharmazeutischen Prüfung
Es werden jeweils mehrere Fächer in einer Prüfung geprüft:
- Allgemeine, anorganische und organische Chemie
- Grundlagen der pharmazeutischen Biologie und der Humanbiologie
- Grundlagen der Physik, der physikalischen Chemie und der Arzneiformenlehre
- Grundlagen der pharmazeutischen Analytik

Zweiter Abschnitt der Pharmazeutischen Prüfung
- Pharmazeutische und Medizinische Chemie
- Pharmazeutische Biologie
- Pharmazeutische Technologie und Biopharmazie
- Pharmakologie und Toxikologie
- Klinische Pharmazie

Dritter Abschnitt der Pharmazeutischen Prüfung
- Pharmazeutische Praxis
- Spezielle Rechtsgebiete für Apotheker

Mit dem Bestehen der Pharmazeutischen Prüfung (1., 2. und 3. Abschnitt im Verhältnis 2:3:2) wird die akademische Voraussetzung zur Erlangung der Approbation als Apotheker (Ausführung des Berufs und Tragen der Berufsbezeichnung) erfüllt. Das Bestehen des „Zweiten Abschnitts der Pharmazeutischen Prüfung“ beendet die universitäre Ausbildung und berechtigt an einigen Universitäten zum Anfertigen einer Diplomarbeit im Fach Pharmazie. Bei Bestehen darf der akademische Grad Diplom-Pharmazeut geführt werden. Ferner berechtigt die bestandene Prüfung zur Anfertigung einer Dissertation und zur Erlangung eines Doktorgrades der Naturwissenschaften (Dr. rer. nat.).

## Höherer Forstdienst: Große Forstliche Staatsprüfung
Wer sich für höhere Funktionen innerhalb der Forstverwaltung der Länder und des Bundes – etwa als Leiter eines Forstamtes – qualifizieren will, muss ebenfalls ein Staatsexamen, die „Große Forstliche Staatsprüfung“, erfolgreich ablegen. Einzelheiten sind den entsprechenden Rechtsverordnungen der Länder (Ausbildungs- und Prüfungsordnungen) zu entnehmen. Wer die Große Forstliche Staatsprüfung bestanden hat, erhält die Berechtigung, die Berufsbezeichnung „Assessor des Forstdienstes“ (oder „Forstassessor“) beziehungsweise „Assessorin des Forstdienstes“ (oder „Forstassessorin“) zu führen. Damit ist jedoch keine Übernahmegarantie in die Forstverwaltung verbunden.
Voraussetzung dafür, sich um ein Referendariat zu bewerben, ist der erfolgreiche Abschluss eines Studiums der Forstwissenschaften mit dem Erwerb des akademischen Grades „Diplom-Forstwirt“ oder „Master“. Diese Abschlüsse sind rechtlich dem „Ersten Staatsexamen“ vergleichbarer Fachrichtungen, wie etwa der Philologen oder Theologen, gleichgestellt.
Diese Prüfung – sie entspricht dem „Zweiten Staatsexamen“ vergleichbarer Fachrichtungen – steht am Ende des obligatorischen 24-monatigen Vorbereitungsdienstes, der sich in verschiedene Stationen gliedert und an deren Ende jeweils eine Benotung erfolgt. Der Forstreferendar tritt für die Zeit der Ausbildung in ein Dienstverhältnis auf Widerruf ein. In der Staatsprüfung sollen die Referendare nicht nur zeigen, dass sie fachliche Kenntnisse besitzen, Aufgaben der praktischen Verwaltungsarbeit, der forstbetrieblichen und wirtschaftlichen Planung und Betriebsführung zu lösen und Vorschläge zu begründen vermögen, sondern auch Urteils- und Entscheidungsvermögen beweisen. Die Prüfung enthält dementsprechend starke praktische Elemente.

### Teile
Die Große Forstliche Staatsprüfung gliedert sich in drei Teile:
1. Schriftliche Prüfung – dieser Teil besteht aus mehreren mehrstündigen Klausuren, die innerhalb einer Prüfungswoche geschrieben werden
2. Waldprüfung – hierbei wird an ein oder zwei Tagen an praktischen Beispielen direkt vor Ort im Wald geprüft (zumeist mündlich, teilweise aber auch schriftlich)
3. Mündliche Prüfung – dieser Teil wird zumeist an ein oder zwei Tagen von den Mitgliedern der Prüfungskommission im Gespräch abgenommen.

Insbesondere die Waldprüfung und die mündliche Prüfung sind als „Stressprüfungen“ angelegt, da hierbei vom Prüfling in unbekannter Umgebung rasche Beurteilungen und Entscheidungen zu komplexen Situationen erwartet werden.

### Fächer
In allen drei Prüfungsabschnitten sind dabei Fragen aus unter anderem folgenden Fächern zu bearbeiten:
- Waldbau und Forstbotanik
- Forsteinrichtung
- Forstnutzung
- Forstliche Betriebswirtschaftslehre
- Waldwertschätzung
- Waldschutz
- Forstpolitik
- Forstliche Öffentlichkeitsarbeit und Waldpädagogik
- Forstökologische Grundlagen
- Naturschutz, Landschaftspflege und Raumordnung
- Waldarbeitslehre und Verfahrenstechnik
- Forstverwaltung
- Jagd- und Fischereikunde
- Bürgerliches Recht, Strafrecht, Staatsrecht, Verwaltungsrecht, Arbeitsrecht, Sozialrecht, Tarifrecht und Beamtenrecht
- Personalführung

## Höherer Archivdienst
Für den Einstieg in die Laufbahn des höheren Archivdienstes (Archivrat) wird vor allem in den Staats- und Landesarchiven sowie dem Bundesarchiv in aller Regel das zweite Staatsexamen (Laufbahnprüfung für den höheren Archivdienst, Archivarische Staatsprüfung) vorausgesetzt. Dieses kann an der Archivschule Marburg – Hochschule für Archivwissenschaft oder für Bayern an der Bayerischen Archivschule in München absolviert werden. Über die Zulassung zum Archivreferendariat befinden die einstellenden Archivverwaltungen, eine freie Immatrikulation in die „Wissenschaftlichen Lehrgänge“ der beiden Archivausbildungsstätten ist nicht möglich.
Die Ernennung zum Archivreferendar verlangte innerhalb der preußischen Archivverwaltung, welche von der Mitte des 19. Jahrhunderts bis 1945 die Leitlinien der Disziplin vorgab, zwingend das erste Staatsexamen für das gymnasiale Lehramt (in Geschichte und Deutsch sowie Latein oder Französisch) oder Jura sowie den Doktorgrad in Geschichte oder Jura, was im westlichen Deutschland teilweise bis in die 1990er Jahre Voraussetzung blieb (etwa innerhalb der Niedersächsischen Archivverwaltung). Gegenwärtig wird ein Masterabschluss (oder gleichwertig) und fast immer die Promotion im Fach Geschichte verlangt, oftmals zu einem Thema der Vormoderne (Mittelalter oder Frühe Neuzeit) sowie nicht selten mit landesgeschichtlicher Ausrichtung. Weitere Qualifikationen, wie etwa absolvierte Archivreisen und -praktika, Expertise in den Historischen Hilfswissenschaften, Sprach- und IT-Kenntnisse oder Erfahrungen in Feldern der Öffentlichkeitsarbeit treten hinzu.
Während sich Praxisphasen und theoretische Ausbildung an der Bayerischen Archivschule bewusst wechselseitig durchdringen, gliedert sich das zweijährige Archivreferendariat nach dem Marburger Modell in drei klar getrennte Phasen: Zunächst wird eine Praxisphase von acht Monate (Mai bis Ende Dezember eines Jahres) am Ausbildungsarchiv der einstellenden Archivverwaltung absolviert, wobei in dieser Zeit zwei Abordnungen in Form eines Behörden- und eines Archivpraktikums an einem anderen Archiv, zumeist im Umfang von jeweils drei Wochen, stattfinden. Anschließend erfolgt die Abordnung an die Archivschule Marburg, um dort ein einjähriges Studium (Januar bis Ende Dezember), gegliedert in drei Trimester, zu absolvieren. Dieses Studium umfasst vor allem:
- Archivwissenschaft im engeren Sinne (Bewertung, Erschließung, Bestandserhaltung u. a.)
- Archivrelevantes Recht (Archivrecht, Öffentliches Recht und Verwaltungsrecht, Urheberrecht, Vertragsrecht u. a.)
- Rechtsgeschichte und Verwaltungsgeschichte
- Archivspezifische Informatik (Digitale Langzeitarchivierung, Datenbanksysteme, Archivsoftware, DMS, XML u. a.)
- Historische Hilfswissenschaften (vor allem Diplomatik, Aktenkunde, Paläografie, Sphragistik, Heraldik und Chronologie)
- Schriftgutverwaltung, Records Management und Behördenberatung
- Archivmanagement und Ausübungen von Leitungsfunktionen (inklusive Rollenspiele und Unterricht durch einen externen Coach)
- Öffentlichkeitsarbeit (Planung und Durchführung von Ausstellungen, Abfassung von Pressemeldungen u. a.)
- Gastvorträge von Vertretern unterschiedlicher Archivsparten und Archive
- Eine große Exkursion ins Ausland (eine Woche) und zahlreiche kleinere Exkursionen in Archive und verwandte Institutionen

Sowohl die Praxisphase als auch das Hochschulstudium ist modular gegliedert und von einer raschen Abfolge zahlreicher zu erbringender Prüfungsleistungen gekennzeichnet. Die „Wissenschaftlichen Lehrgänge“ bestehen in der Regel aus zehn bis fünfzehn größtenteils bereits promovierten Historikern („Kurskollegen“) aus ganz Deutschland (abgesehen von Bayern), welche fast ausnahmslos bereits das dreißigste Lebensjahr vollendet haben. Die Kurse dienen über die fachliche Ausbildung hinaus faktisch der Initiation in den zahlenmäßig sehr überschaubaren Berufsstand der wissenschaftlichen Archivare („Marburger Weihen“) sowie dem Knüpfen dauerhafter beruflicher Verbindungen.
Dem Studium folgt eine dreimonatige „Transferphase“ (Januar bis Ende März), in welcher die „Transferarbeit“ (Zweite Staatsexamensarbeit) zu einem archivwissenschaftlichen Thema der Praxis, welches oftmals unter maßgeblichem Einfluss des Ausbildungsarchivs gewählt wird, abzufassen ist. Unterricht findet in dieser Zeit nicht statt. Im April folgen dann zwei mündliche Examensprüfungen in Form einer regulären mündlichen Prüfung und einer Leitungsübung (Vorgesetztengespräch in der Rolle des Vorgesetzten). Die Gesamtnote der Laufbahnprüfung setzt sich aus den Modulen der Praxisphase (30 %) und des Hochschulstudiums (30 %), der Examensarbeit (20 %) sowie der mündlichen Prüfung und der Leitungsübung (jeweils 10 %) zusammen. In der Regel absolvieren pro Lehrgang ein bis zwei Absolventen das Examen mit der Gesamtnote „sehr gut“ (14 oder 15 Notenpunkte), während sich die Gesamtresultate der übrigen Absolventen im Bereich „gut“ oder „befriedigend“ befinden.
Der erfolgreiche Abschluss der Prüfung berechtigt zum Führen der Berufsbezeichnung „Assessor(in) des Archivdienstes“. Eine Übernahmegarantie ist hiermit nicht verbunden. Allerdings übernehmen einige Archivverwaltungen die von ihnen ausgebildeten Referendare auch unmittelbar in den Höheren Archivdienst, sodass noch am gleichen Tag die Ernennung zum Archivrat bzw. zur Archivrätin erfolgt und das Führen der Amtsbezeichnung die Berufsbezeichnung ablöst. Angesichts der entspannten Arbeitsmarktlage für ausgebildete Archivare ist dies auch bei den anderen Absolventen des Kurses meist relativ rasch der Fall.

## Änderungen durch den Bologna-Prozess
Im Zuge des Bologna-Prozesses, der Vereinheitlichung von Studienabschlüssen in Europa, wurde diskutiert, die Staatsexamina als Abschluss des Hochschulstudiums zum Jahr 2010 abzuschaffen und auf die konsekutiven Bachelor-Masterabschlüsse umzustellen. Konkret ausgearbeitete Umsetzungspläne existierten dafür jedoch nicht.
Der Bologna-Prozess war in einigen Studiengängen umstritten (wie Medizin und Rechtswissenschaft), für das Lehramtsstudium wird er von vielen Experten auch als ungeeignet angesehen. So hat beispielsweise die Große Koalition (bestehend aus CDU, CSU und SPD) im Jahr 2005 den Bedarf neuer Abschlüsse in der Mediziner- und Juristenausbildung zur Übertragung des Bologna-Prozesses abgelehnt.